# Alois Vogler
Alois Vogler (* 14. November 1934 in Buching; † 10. Juni 2022 in Füssen) war ein Füssener Bildhauer und Restaurator.

## Leben
Alois Vogler wurde in Berghof, Gemeinde Buching (heute Gemeinde Halblech), geboren. Er erhielt eine Ausbildung als Holzbildhauer und studierte an der Akademie der Bildenden Künste in München. Er lebte in Füssen. Alois Vogler war verheiratet mit Marlies Stöger, die ihn um nur zwei Tage überlebte. Er ist beigesetzt auf dem Alten Friedhof in Füssen.

## Werke

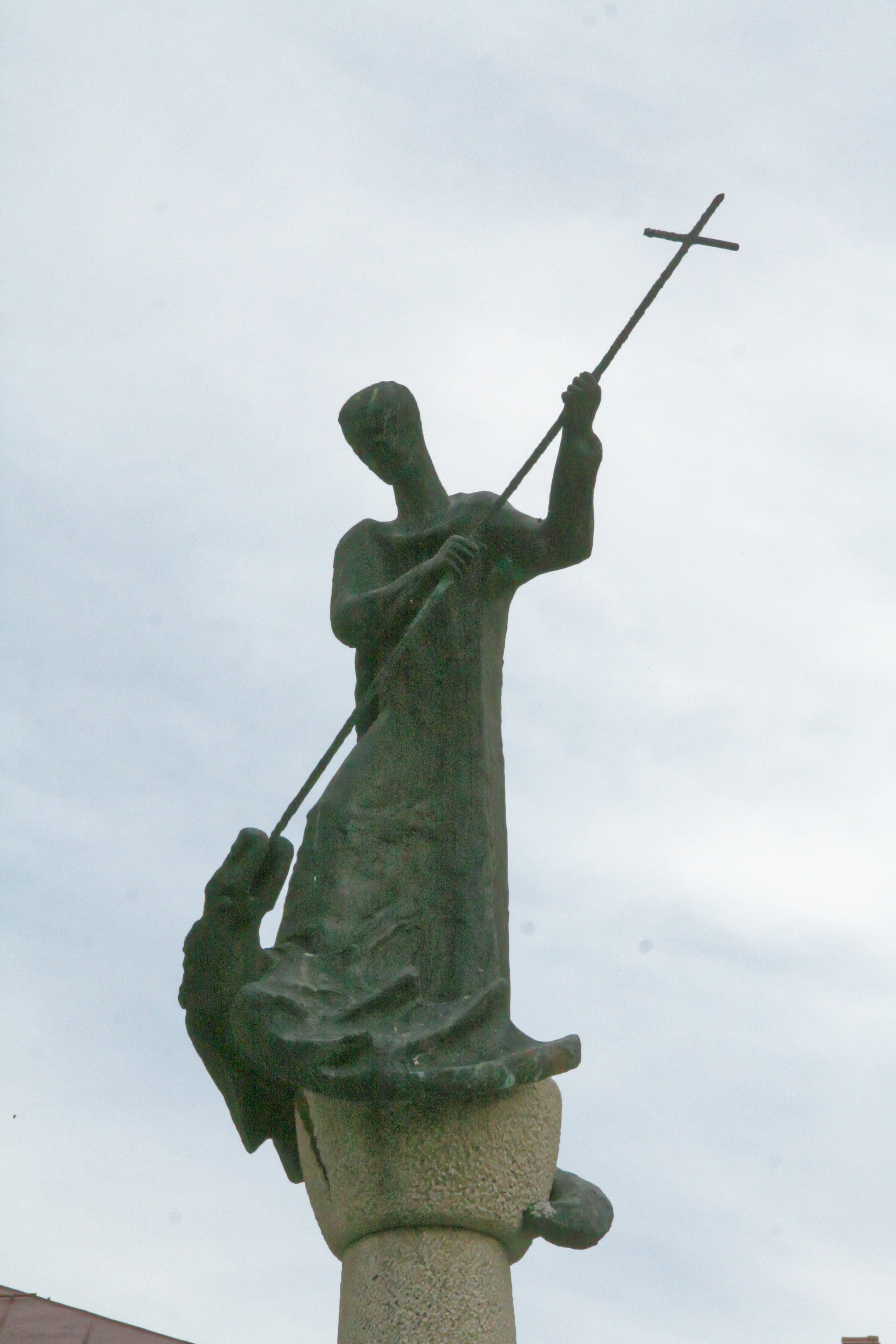
Drachenkampf des hl. Magnus am Stadtbrunnen Füssen

- Stadtbrunnen Füssen mit Bronzefigur des hl. Magnus (1968)[2]
- Kreuzweggruppe aus Kunststein am Kalvarienberg Füssen (1983)[3]
- Goldene Figur des hl. Magnus als Dachreiter auf der Stadtpfarrkirche St. Mang in Füssen[4]
- Tür zur Magnuskrypta in der Vorhalle der Stadtpfarrkirche St. Mang mit Holzreliefs zum Leben des Heiligen (1994)[4]
- Gedenkstätte totgeborener Kinder auf dem Alten Friedhof in Füssen (2003)[2]
- Marienfigur in der Pfarrkirche Zu den Acht Seligkeiten in Füssen[5]